# Bernardino Ochino
Bernardino Tommassini, també anomenat Bernardino Ochino, (1487, Siena - 1564, Austerlitz) fou un eloqüent frare predicador i ja de gran un important reformador evangèlic italià.

## Biografia
El 1503 entrà a l'Orde Franciscà dels frares de l'observança, del qual arribà a ser vicari general. El 1510 estudià medecina a Perusa, i el 1534 entrà en l'orde acabat de fundar dels Caputxins, del qual fou escollit general el 1538.
Ochino fou el més famós predicador italià de la seva època. Del 1534 al 1542 fou sol·licitat per pronunciar sermons durant la quaresma a moltes ciutats italianes. El cardenal de Venècia Pietro Bembo digué: «L'he escoltat durant tota la Quaresma amb tal plaer que no puc elogiar-lo prou». L'escriptor i poeta Pietro Aretino escrigué al papa Pau III dient: «Bembo ha guanyat mil ànimes per al Paradís portant a Venècia Frai Bernardino, la modèstia del qual és igual a la seva virtut».
En aquesta època s'interessa per les doctrines de Martí Luter i Melanchthon. El 1536 conegué a Nàpols l'humanista espanyol Juan de Valdés, amb qui es reunia a casa seva en una tertúlia literària i religiosa on participaven altres humanistes com Vittoria Colonna i Marcantonio Flaminio, nobles com Giulia Gonzaga, el teòleg agustí Pietro Martire Vermigli, el monjo benedictí Benedetto Fontanini i el secretari del papa Climent VII, Pietro Carnesecchi.
El 1542 és acusat per la Inquisició d'emprar expressions herètiques en els sermons de la Quaresma a Venècia. Se li prohibeix predicar i és citat a Roma, abans d'anar-hi s'entrevista a Bolonya amb el cardenal Gasparo Contarini i amb Pietro Martire a Florència. Conscient del perill que corria, emigra a Ginebra, Suïssa, amb l'ajut de la duquessa Renata de Ferrara, la futura Renata de França.
Ochino fugí a Suïssa l'agost del 1542, a Zúric s'entrevistà amb el reformador Heinrich Bullinger i posteriorment visqué a Ginebra durant tres anys. En aquesta ciutat predicà a la petita comunitat italiana i es dedicà a escriure. Publicà en italià set volums de sermons i assajos teològics.
El 1545, amb una recomanació de Calví a Myconius, es traslladà a Basilea, on treballà amb Sébastien Castellion. A Augsburg obtingué una feina fixa com a predicador dels estrangers. En aquesta ciutat estava ja casat, tot i que s'ignora quan i on es casà. Després de la batalla de Mühlberg (1547) i la derrota de la Lliga d'Esmalcalda, l'emperador Carles V reclamà el lliurament d'Ochino, qui fugí amb l'ajuda de les autoritats locals a Zuric, i d'aquí amb el seu amic Pietro Martire a Anglaterra. A Londres visqué fins al 1554 predicant als comerciants i refugiats evangèlics italians, rebent un salari del rei Eduard VI. Fou a Londres on escrigué el drama teològic contra el papat titulat Una tragèdia o diàleg sobre la primacia injusta i usurpada del Bisbe de Roma.
Ochino hagué d'abandonar Anglaterra durant la persecució de Maria Tudor contra els anglicans. S'instal·là a Zuric com a pastor d'una comunitat d'italians. Aquí escrigué un catecisme per a la seva comunitat i dues obres: Laberints i Trenta diàlegs. Fou acusat de defensar la poligàmia en un d'aquests diàlegs i de ser tebi defensant la Santíssima Trinitat, per la qual cosa perdé la seva feina i hagué d'abandonar la ciutat. Tornà a Basilea, d'on fou també expulsat, i d'allà se n'anà a Nuremberg, però finalment s'instal·là a Polònia. Expulsat de Polònia també el 1564 a causa de la pesta, perdé tres fills i ell també emmalaltí, i morí finalment unes setmanes després a Austerlitz, Moràvia.

## Obres
- Nou sermons, Venècia 1539
- Set diàlegs, Venècia 1541
- Prediche, Ginebra 1542-1544
- Una tragèdia o diàleg sobre la primacia injusta i usurpada del Bisbe de Roma, Londres 1549
- Laberints, Basilea 1561
- Trenta diàlegs, Basilea 1563